# Курпати
Курпа́ти (крим. Kurpatı, до кінця XIX століття Верхня Курпата та Нижня Курпата) — селище в Україні, у складі Ялтинського району Автономної Республіки Крим.

## Назва
Щодо назви є дві версії: назва тюркського походження, означає «тепла ковдра», що пов'язане з розташуванням селища, яке, наче ковдрою, приховане від студених зимових вітрів, тут тепло та затишно у будь-яку пору року, або назва грецького походження, від хоро, грец. χωρıο — «село» та патерас, грец. πατέρας — «батько», загальний зміст — батьківське село.

## Опис
Розташоване на узбережжі Чорного моря, за 8 км від Ялти (автошлях Т 2709). Через селище проходить автотраса Н19 Ялта-Алупка.
На території селища розміщений великий профспілковий санаторій «Курпати», до складу якого входять два корпуси: «Дружба» та «Пальміро Тольяті», поруч розміщений санаторії «Гірський», «Золотий пляж» та «Palmira Palace».
Парк санаторію «Гірський» одержав статус пам'ятки садово-паркової архітектури. Тут створено реабілітаційне відділення для космонавтів. Санаторій «Золотий пляж» призначений для людей із захворюваннями нервової системи. Цей санаторій розташований на території парку. У селищі Курпати ведеться будівництво пансіонату «Вікторія».

## Історія
У 1887 та 1888 роках княгиня Ольга Петрівна Долгорукова купила кілька суміжних ділянок за 21 тисячу рублів на південний захід від Ореанди, яка належала на той час Великому Князю Костянтину Миколайовичу. Маєток отримав назву «Курпати», оскільки територіально об'єднував Верхню та Нижню Курпату. Верхня Курпата являла собою ліс, яри, скелі та кілька галявин під сінокіс. У Нижній Курпаті було закладено чудовий ландшафтний парк. До того ж, Нижня Курпата виходила до моря, що було величезною цінністю ділянки.
Після радянської окупації господарство «Курпати» увійшло до складу радгоспу «Лівадія».
У 1936 році на обширному прибережному майданчику за проектом архітектора В. Ковальського та інженера П. Крижевського було збудовано будинок відпочинку Наркомрадгоспу СРСР — «Курпати».
За даними всесоюзного перепису населення 1939 року в селі проживало 307 осіб.
За «Довідником адміністративно-територіального поділу Кримської області на 15 червня 1960 року», селище входило до складу Лівадійської селищної ради.
1964 року санаторій «Курпати» було перейменовано на санаторій імені Пальміро Тольятті на честь генерального секретаря Італійської комуністичної партії, який помер у Криму під час перебування в Артеку в серпні того ж року.
З 1971 року — селище міського типу.
1981 року розпочалося проектування об'єкта санаторно-курортного призначення "Міжнародний пансіонат «Дружба», який було побудовано у 1985 році.
За даними перепису 1989 року у смт Курпати проживало 1292 особи.
У 2024 року знову отримало статус селища.

## Відомі споруди
- готель Palmira Palace (Пальміра Палас)
- санаторій «Курпати», корпуси «Дружба» та «Пальміро Тольятті»;
- санаторій «Гірський»
- готель «Кічкіне»
- колишній санаторій «Золотий пляж».

## Галерея

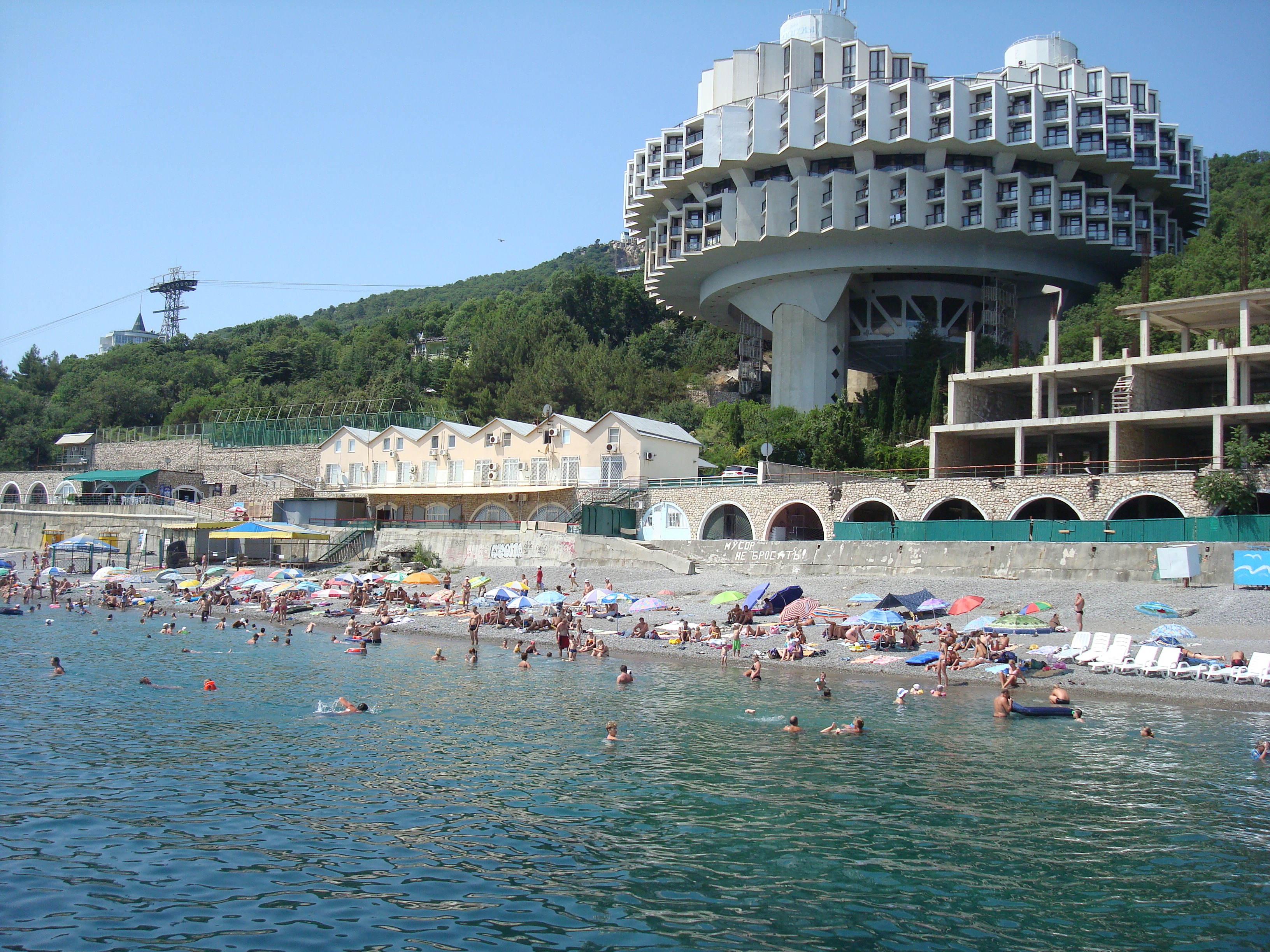
Пансіонат «Дружба» в Курпа́тах
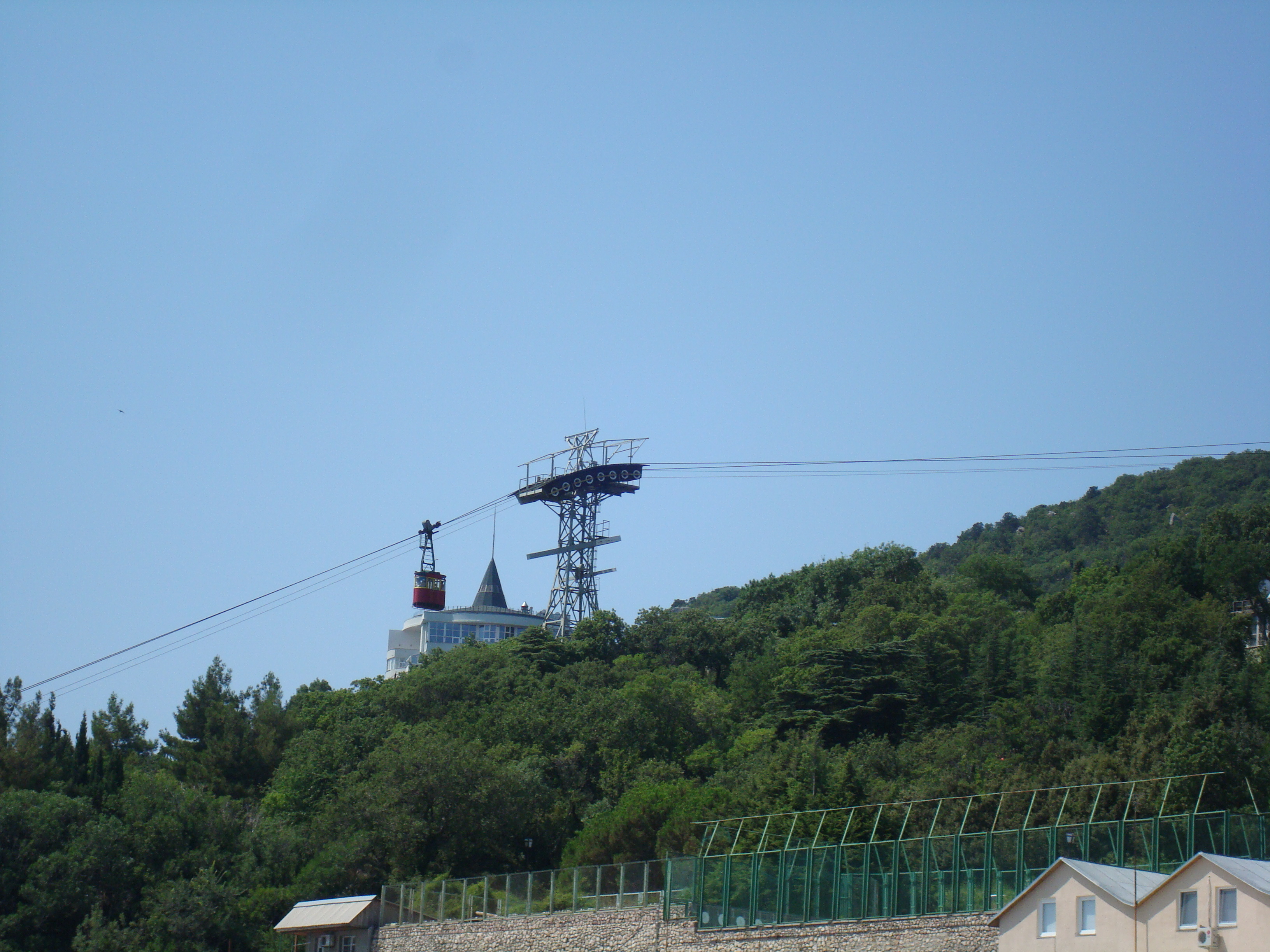
Канатна дорога
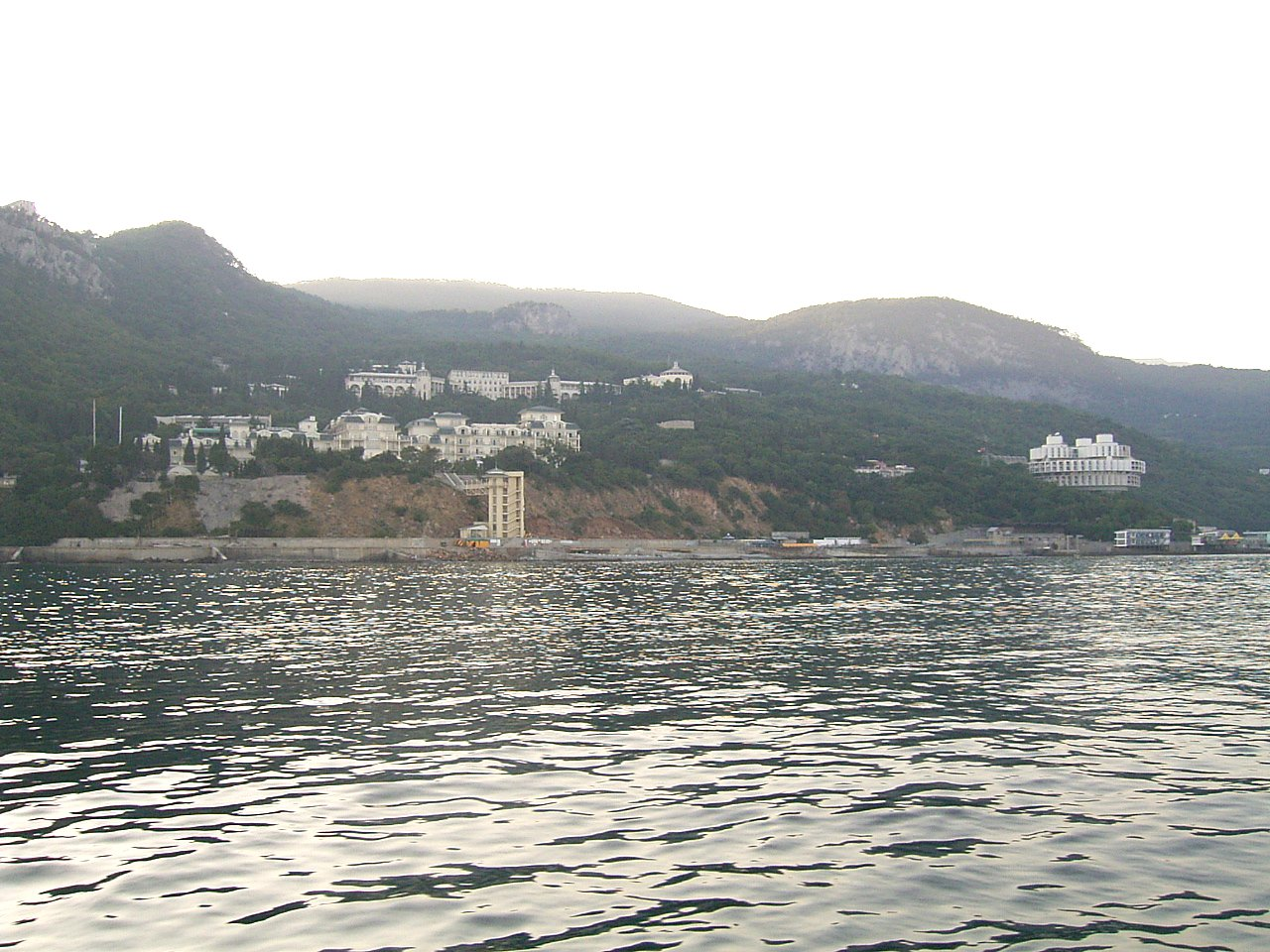
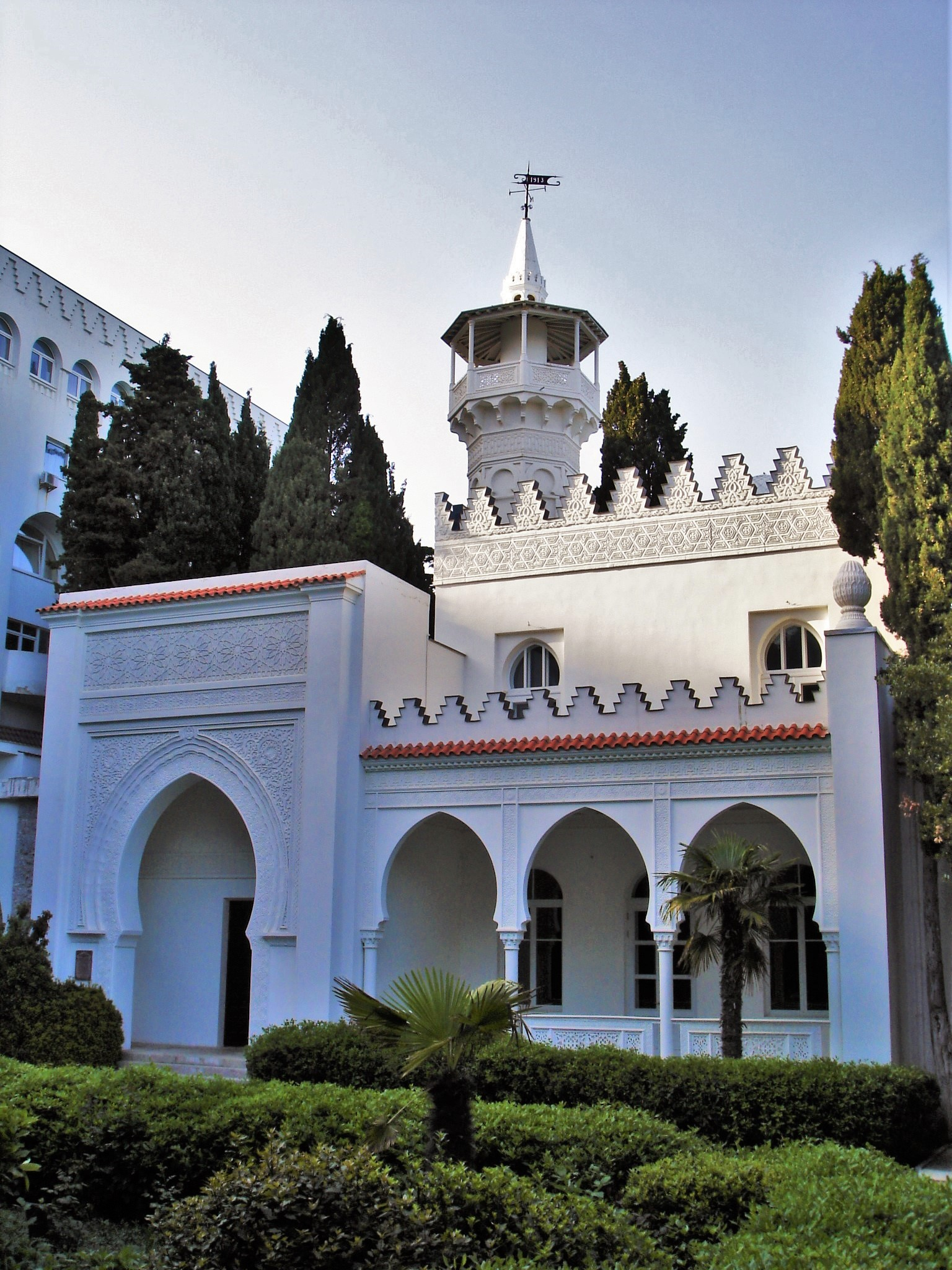
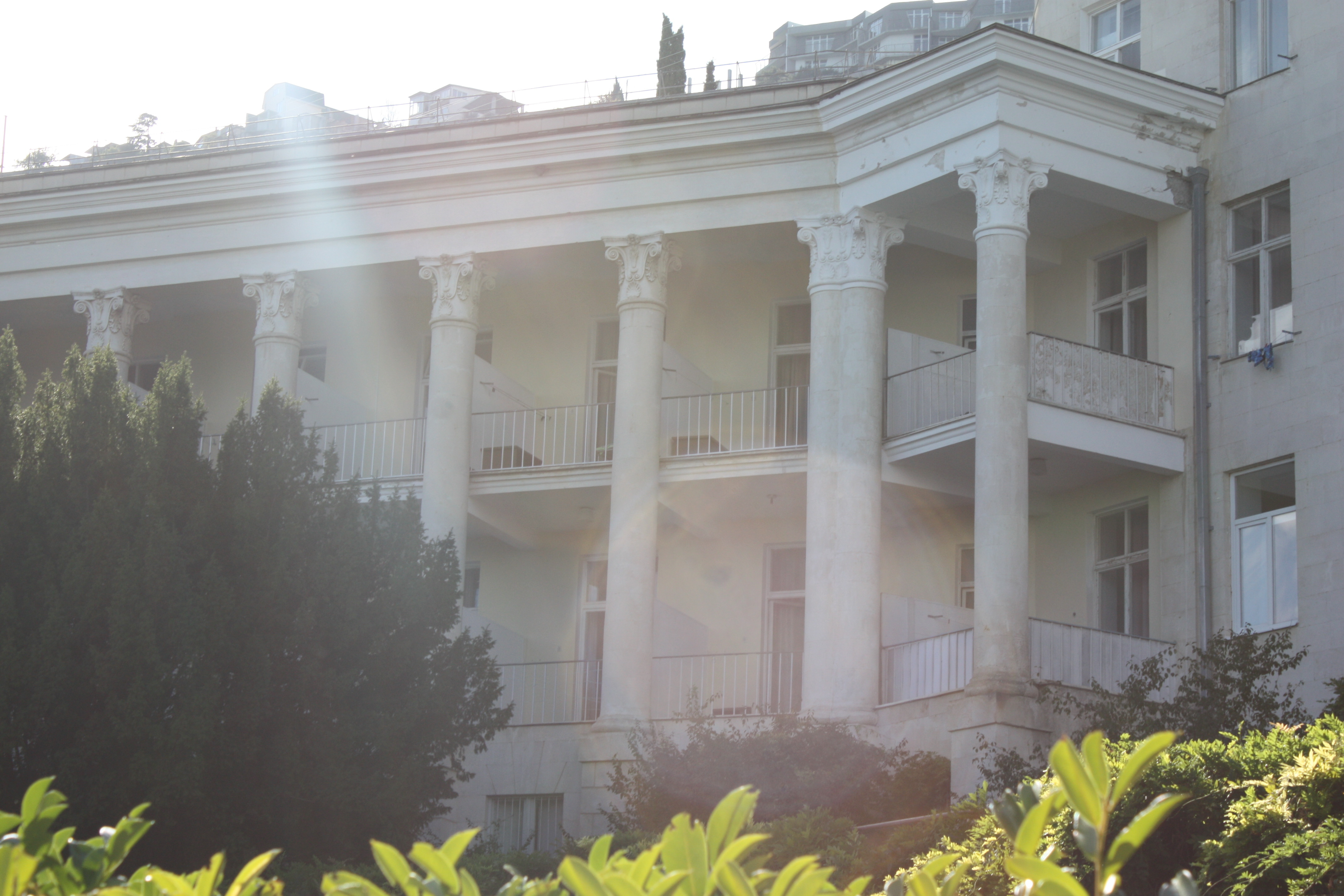
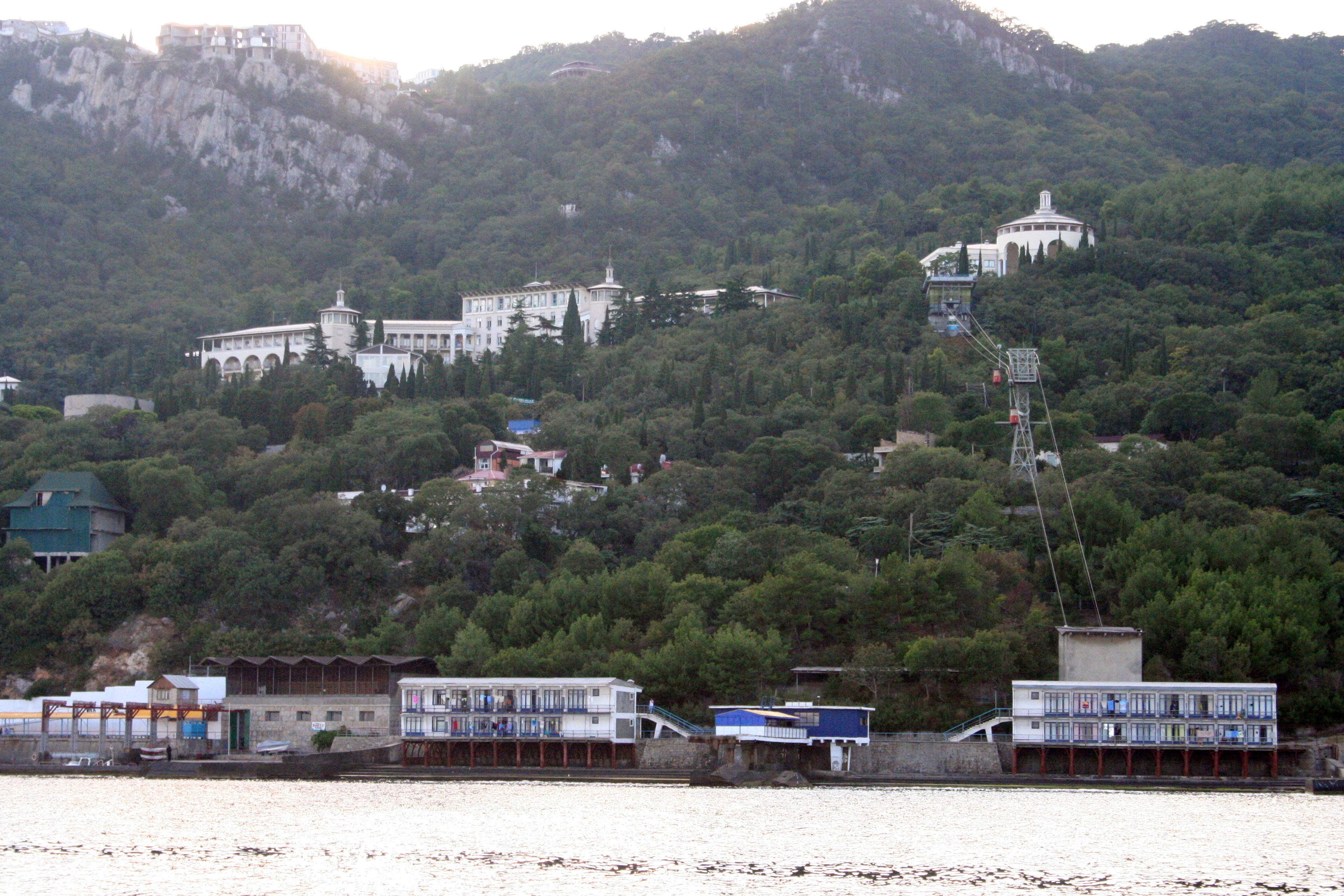